# تونتشي فالتشيتش
تونتشي فالتشيتش (بالكرواتية: Tonči Valčić) مواليد 9 يونيو 1978 في زادار، جمهورية يوغوسلافيا الاشتراكية الاتحادية، هو لاعب كرة يد كرواتي يلعب كظهير أيسر. مثل منتخب كرواتيا لكرة اليد. شارك في دورة الألعاب الأولمبية الصيفية سنة 2008. حقق المركز الأول في بطولة العالم لكرة اليد للرجال 2003.

## الميداليات
| الميدالية | المسابقة                           |
| --------- | ---------------------------------- |
| ذهبية     | بطولة العالم لكرة اليد للرجال 2003 |
| فضية      | بطولة العالم لكرة اليد للرجال 2009 |
| فضية      | بطولة أوروبا لكرة اليد للرجال 2008 |
| فضية      | بطولة أوروبا لكرة اليد للرجال 2010 |

## روابط خارجية
- تونتشي فالتشيتش على موقع الاتحاد الأوروبي لكرة اليد (الإنجليزية)
- تونتشي فالتشيتش على موقع أوليمبيديا (الإنجليزية)